# 坂下勇
坂下 勇 (さかした いさむ、1977年9月28日 - )は、元プロボクサー。石川県金沢市出身。カシミボクシングジム所属。

## 来歴
石川県立金沢錦丘高等学校入学時に金沢アマチュアボクシングクラブでボクシングを始め、インターハイや国体に出場する。高校卒業後にカシミボクシングジムに入門、1997年9月にプロライセンスを取得。同年11月20日、安藤康広(松田)を4Ｒ判定で下し、デビュー戦を勝利で飾る。
1998年新人王トーナメントで、小野木崇文を判定で下し中日本新人王を獲得。関西代表との対抗戦にて萬谷仁(塚原京都)に4RTKO負けしトーナメント敗退。
1999年A級ライセンス獲得、2001年に前年度スーパーフェザー級全日本新人王の東出智敬(畑中)を判定で下し、日本ランキング入りする。
2003年に当時の東洋太平洋フェザー級3位、タイ同級チャンピオンのセーシンポー・チャイワッタナを1RKOで倒し、東洋太平洋ランキング入り果たす。
当時のカシミボクシングジムの2枚看板選手であった国見泰央が、2004年5月に東洋太平洋スーパーバンタム級王座を獲得、その時の相手であったジムレックス・ハカ（フィリピン）と同年10月に対戦、5回負傷判定負けで敗れる。
アマチュア出身者らしからぬ激しい試合ゆえに出血が多く、不本意なTKO負けになることが多かった。2005年引退。

## 戦績
- プロボクシング：25戦18勝7敗(13KO)